# Zdravko Zovko
Zdravko Zovko (* 28. května 1955 Gornje Kolibe) je bývalý jugoslávský házenkář z Bosny a Hercegoviny, chorvatské národnosti. S jugoslávskou reprezentací získal zlatou olympijskou medaili na hrách v Los Angeles roku 1984. Krom toho má stříbro (1982) a bronz (1974) z mistrovství světa. Za národní tým nastupoval v letech 1974–1984 a odehrál v jeho dresu 119 utkání. Takřka celou hráčskou kariéru (1972–1986) strávil v chorvatském klubu Medveščak Zagreb. Závěr kariéry (1986–1989) strávil v italském klubu Ortigia Siracusa, v jeho nejslavnější éře - oslavil s ním tři tituly mistra Itálie (1987, 1988, 1989). Po skončení hráčské kariéry se stal trenérem. V letech 1993–1995 a 1999–2000 vedl chorvatskou mužskou reprezentaci a získal s ní stříbro na mistrovství světa v roce 1995 a bronz na mistrovství Evropy roku 1994. V letech 2007–2008 byl trenérem i chorvatské ženské reprezentace. K nejúspěšnějším klubovým štacím patřila ta u maďarského ženského klubu Dunaújvárosi Kohász (Dunaferr), s nímž v sezóně 2015-16 vyhrál druhou nejprestižnější evropskou klubovou soutěž, Evropskou ligu (tehdy Pohár EHF), a ta u mužského klubu RK Zagreb, s nímž dvakrát triumfoval v nejvýznamnější klubové soutěži, Lize mistrů (tehdy Pohár mistrů), a to v sezónách 1991–92 a 1992–93. Maďarský Veszprém přivedl do finále stejné soutěže (2001–02). Jako trenér získal chorvatský, slovinský i maďarský titul. Měl přezdívku Pionýr.